# جوناثان بومونت
جوناثان بومونت (بالإنجليزية: Jonathan Beaumont)‏ هو كاتب بريطاني، ولد في القرن العشرين.